# Hiperoxalúria
Hiperoxalúria ou oxalúria se refere a uma excreção urinária maior que 40-45 mg/dia de oxalato, um produto natural do metabolismo do ácido oxálico. O excesso de oxalato interage com o cálcio formando pedra nos rins de oxalato cálcico. Afeta entre 1 e 10 pessoas em cada milhão de habitantes.
O acúmulo de ácido oxálico é denominado oxalose e pode afetar diversos órgãos causando úlceras e dor.

## Causas
Existem múltiplas possíveis causas:
- Hiperoxalúria primária: Desordem genética autossômica recessiva rara (1 em 100.000 habitantes) que causa um excesso de produção de oxalato pelo fígado desde o nascimento.
  - Tipo 1: O fígado forma pouca Glioxilato Amino Transferase (GAT). Sem essa enzima o oxalato e o glioxilato não podem ser metabolizados resultando em um excesso de ambos.
  - Tipo II: o fígado forma pouca ou nenhuma Glioxilato Redutase (GR) também chamada de Hidropiruvato redutase (HPR). Frequentemente também resulta em concentrações elevadas de ácido glicérico na urina.
  - Tipo III: Nenhuma deficiência da enzima identificada. Pode ser devido a um erro inato na absorção/excreção do oxalato ou por anormalidade da biogênese de peroxissomos.

- Hiperoxalúria entérica: Causada pelo consumo excessivo de fontes de oxalato e pela absorção excessiva desse sal pelo intestino. Geralmente associado a diarreia crônica.

- Hiperoxalúria idiopática: Mais comum em homens, muçulmanos, brancos e mais velhos, responde pela maioria dos casos moderados e está fortemente associado ao consumo excessivo de proteína e gordura animal.[3]

## Sinais e sintomas
Os sintomas clássicos incluem:
- Abdômen agudo (Dor abdominal aguda intensa e súbita);
- Hematuria (Sangue na urina);
- Polaciúria (Vontade de urinar frequente);
- Disúria (Dor ao urinar);
- Febre e calafrios;

O consumo elevado de proteínas e gordura animal, de vitamina C e de alimentos ricos em oxalatos como espinafre e nozes agravam os sintomas.

## Tratamento
Diálise renal pode remover parte do oxalato de sangue, mas na maioria dos pacientes com diálise não consegue acompanhar o aumento no ritmo de oxalato produzido. O tratamento definitivo da hiperoxalúria primária é o transplante de rim, podendo necessitar transplante de fígado também. É importante também:
- Reduzir o consumo de oxalatos (como cranberry, espinafre e nozes);
- Reduzir consumo de gordura e proteína animal[7];
- Aumentar o consumo de água;
- Aumentar o consumo de vitamina B6 e E;
- Aumentar consumo de fosfato ou magnésio;
- Reduzir consumo de vitamina C (controverso.